# Даб (король Шотландії)
Даб або Дуфф — (гельск. — Dub mac Maíl Coluim, англ. Dub) — (д/н — 967) — він же: Дуб Шалений, Дуб мак Майл Колуйм — король Шотландії з 962 до 967 року. Походив з династії Макальпінів. Мав прізвиська «Шалений» та «Чорний».

## Життєпис
Був сином Малкольма I, короля Шотландії. Правив після свого двоюрідного брата Індальфа у 962 році. У цьому ж році повстав син Індальфа Куїлен. Але у битві при Данкрабі Даб розбив Куїлена та вигнав з Шотландії.
Більшу частину свого правління король Даб приділяв зміцненню своєї влади та приборкання феодалів. Багатьох із заколотників він стратив. Надалі влада Даба була досить міцною. Проте під час поїздки по країні король Даб зупинився у місті Форесс (північ Шотландії). Тут його було схоплено прихильниками Куїна та вбито.

## Родина
1. Дружина (ім'я невідоме), походить з роду одного з вождів шотландських кланів.
Діти:
- Кеннет (967—1005)